# Цертелевы
Цертелевы — русский и украинский дворянский род, обрусевшая ветвь рода Церетели.

## Представители
- Цертелев, Николай Андреевич (1790—1869) — первый фольклорист-украинист, отец Алексея и Дмитрия
  - Цертелев, Алексей Николаевич (1847—1883) — участник Русско-турецкой войны, дипломат на Балканах, публицист.
  - Цертелев, Дмитрий Николаевич (1852—1911) — публицист, философ, поэт.